# 雷 (姓)
雷（らい）は、漢姓の一つ。

## 中国の姓
2020年の中華人民共和国の第7回全国人口調査（国勢調査）に基づく姓氏統計によると中国で79番目に多い姓であり、346.48万人がいる。一方、台湾の2018年の統計では第119位で、10,182人がいる。
藍と並べてシェ族に多い姓の1つである。

### 著名な人物
- 雷鋒 - 中華人民共和国で、勤務中に殉職し「模範兵士」とされた人民解放軍兵士。
- 雷震 - 中華民国の政治家・言論人。
- 雷軍 - 中華人民共和国の実業家。エンジェル投資家、小米科技創業者兼会長兼CEO、金山軟件有限公司董事長（取締役会長）
- 雷挺婕 - 中華人民共和国のチェス選手

## 朝鮮の姓
雷（らい、ノェ、ロェ、朝: 뇌 (S)뢰 (N) ）は、朝鮮人の姓の一つである。

### 氏族
本貫は喬桐雷氏のみである。喬桐島は江華島の西側にある島である。先祖は喬桐島に居住し、黄海道に移住したといわれることから、流刑になった人物の後裔と推測されている。
2015年時点で雷姓のうち、25人が喬桐雷氏（うち「ノェ」は10人、「ロェ」は15人）で、他の13人の本貫は不明である。

### 人口と割合
1930年度国勢調査当時40世帯があったが、34世帯は黄海道の遂安郡・黄州郡・瑞興郡などに居住し、5世帯は平安南道大同郡・中和郡などに、忠清南道大田広域市に1世帯があった。
| 年度   | 人口                                   | 世帯数 | 順位         | 割合 |
| ------ | -------------------------------------- | ------ | ------------ | ---- |
| 1930年 |                                        | 40世帯 |              |      |
| 1960年 |                                        |        |              |      |
| 1985年 | 106人                                  | 29世帯 | 274姓中228位 |      |
| 2000年 |                                        |        |              |      |
| 2015年 | 38人（うち「ノェ」「ロェ」は共に19人） |        |              |      |